# وقف صقر بن قطامي
وقف صقر بن قطامي تعتبر وثيقة وقف (صقر بن قطامي) المؤرخة عام: (942هـ)، إحدى أهم وثائق الأوقاف القديمة في أُشَيْقِر، وقد نُقِلَت هذه الوثيقة بخط، عبد العزيز بن عبد الله بن عامر وذلك بتاريخ السادس عشر من شهر جماد الأول، سنة: (1304هـ)، وبلغ عدد صفحاتها سبع صفحات، وأرقامها في السجل الأول: (23-24-25-26-27-28-29)، وعدد أسطرها (118) سطراً، موزعة على سبع صفحات، ونوع الوقف كما جاء في الوثيقة: (خيري، وذري).

## الأعيان الموقوفة في وثيقة وقف صقر بن قطامي
الأعيان الموقوفة التي أوقفها صقر بن قطامي، جميع أملاكه في قرية أُشيقر، فمنها: ملكه المعروف بحيطان أم شكال وأيضاً أرضه في العقلة المعروفة بأرض آل أبا علي، وأيضاً أرضه في العقلة المعروفة بأرض ابن ربيعة، وأيضاً أرضه في البر فيها بئر خارج القرية يومئذ تعرف بالحميدية، وأيضاً مكله المعروف بالبديعة.

## الموقوف عليهم في وثيقة وقف صقر بن قطامي
ويتكون وقف صقر بن قطامي من جزأين (خيري، وذري):
الجزء الخيري: على أهل قرية أُشيقر عامة (سماط في شهر رمضان لعامة الناس)، وعلى الأرامل، والرجال العاجزين (أربعين صاعاً من التمور).
الجزء الذري: على الواقف نفسه، حبّس على نفسه ثمان نخلات اللاتي على ساقي التينة، ثم بعده على بنات أخيه محمد بن قطامي، وعلى خصلة بنت فياض بينهن بالسوية، فمن مات منهن فحقه راجع على الباقي، ثم بعدهن تابعات الأوقاف المذكورة (تكون تابعة للجزء الخيري).

## ناظر الوقف كما في الوثيقة
زوجته يومئذ (مرهجة بنت عبد الرحمن بن محمد بن ريس)، حتى لو طُلِّقت منه، وإن ماتت مرهجة بنت عبد الرحمن قبل صقر فولاية الأوقاف عائدة إلى صقر، وإن ماتت مرهجة ومات صقر، فالولي الناظر على جميع ذلك (سليمان بن عبد الله بن مذيع)، ثم وليه الناظر عليه بعد سليمان من رضيه واتفق على أمانته أهل الصلاح والمعروف والخير من أهل البلد.